# Equació d'Euler-Tricomi
En matemàtiques, l'equació d'Euler-Tricomi és una equació en derivades parcials lineal útil per a l'estudi del flux transònic. Rep el nom de Leonhard Euler i Francesco Giacomo Tricomi.
{\displaystyle u_{xx}+xu_{yy}=0.\,}
És el·líptica en el semiplà {\displaystyle x>0}, parabòlic en {\displaystyle x=0}, i hiperbòlic al semipla {\displaystyle x<0}. Les seves característiques són:
{\displaystyle x\,dx^{2}+dy^{2}=0,\,}
la integral de la qual és:
{\displaystyle y\pm {\frac {2}{3}}x^{3/2}=C,}
on {\displaystyle C} és una constant d'integració. Per tant, les característiques comprenen dues famílies de paràboles semicúbiques, amb cúspides en la línia {\displaystyle x=0}, i les corbes es troben al costat dret de l'eix {\displaystyle Y}.

## Solucions particulars
Les solucions particulars a les equacions d'Euler-Tricomi són del tipus:
- {\displaystyle u=Axy+Bx+Cy+D,\,}
- {\displaystyle u=A(3y^{2}+x^{3})+B(y^{3}+x^{3}y)+C(6xy^{2}+x^{4})+D(2xy^{3}+x^{4}y),\,}

on {\displaystyle A}, {\displaystyle B}, {\displaystyle C} i {\displaystyle D} són constants arbitràries.
Una expressió general per a aquestes solucions és la següent:
- {\displaystyle u=\sum _{i=0}^{k}{\frac {x^{m_{i}}\cdot y^{n_{i}}}{c_{i}}}\,}

on
- {\displaystyle p,q\in [0,1]}
- {\displaystyle m_{i}=3i+p}
- {\displaystyle n_{i}=2(k-i)+q}
- {\displaystyle c_{i}=m_{i}!!!\cdot (m_{i}-1)!!!\cdot n_{i}!!\cdot (n_{i}-1)!!}

L'equació d'Euler-Tricomi és una forma limitada de l'Equació de Txapliguin.